# 폴 데스메레스 주니어
폴 데스메레스 Jr.(영어: Paul Desmarais Jr., 1954년 7월 3일 ~)는 캐나다의 기업인으로, 캐나다의 금융 회사인 캐나다 파워 코퍼레이션(Power Corporation of Canada)의 회장이다. 맥길 대학교, 오타와 대학교, 그리고 INSTEAD에서 수학하였다.